# Merdeka 118
Merdeka 118, ook bekend als Merdeka PNB 118 en KL 118, is een wolkenkrabber in Kuala Lumpur, Maleisië. Met 678,9 meter is het architectonisch het op een na hoogste gebouw ter wereld. De naam betekent in het Maleisisch: onafhankelijkheid of vrijheid.
De bouw werd gestart in 2014. De spits van het gebouw werd in november 2021 voltooid. Midden 2022 was de constructie gereed. Op 10 januari 2024 werd het bouwwerk officieel ingehuldigd door de Yang di-Pertuan Agong Abdullah van Pahang. Het bouwwerk is het hoogste gebouw van Maleisië en Zuidoost-Azië, tot dan toe waren dat de Petronas Twin Towers.

## Ontwerp
De vorm van het gebouw is afgeleid van een handgebaar van de voormalige premier van Maleisië Tunku Abdul Rahman. Hij strekte, toen hij op 31 augustus 1957 de onafhankelijkheid van Maleisië uitriep, zijn arm fier uit boven zijn hoofd. De diversiteit van de Maleisische bevolking wilde de architect Fender Katsalidis graag terug laten komen in de mix van ruitvormige glazen gevels. De bekleding van het gebouw bestaat uit 18.144 panelen en 114.000 vierkante meter aan glas.
De ruitvormige accenten van het exterieur zijn ook binnen terug te vinden: in bijvoorbeeld de centrale kern van het gebouw, die ook ruitvormig is, met daarin de liften en toiletgroepen.

## Indeling
De eigenaar van het gebouw is het Maleisische beleggingsfonds Permodalan Nasional Berhad (PNB). Zij hebben ook hun hoofdkantoor gevestigd in het gebouw met 60 verdiepingen kantoorruimte. In het gebouw is op de hoogste verdiepingen ook onder andere een vijfsterrenhotel van Hyatt en een winkelcentrum gevestigd.

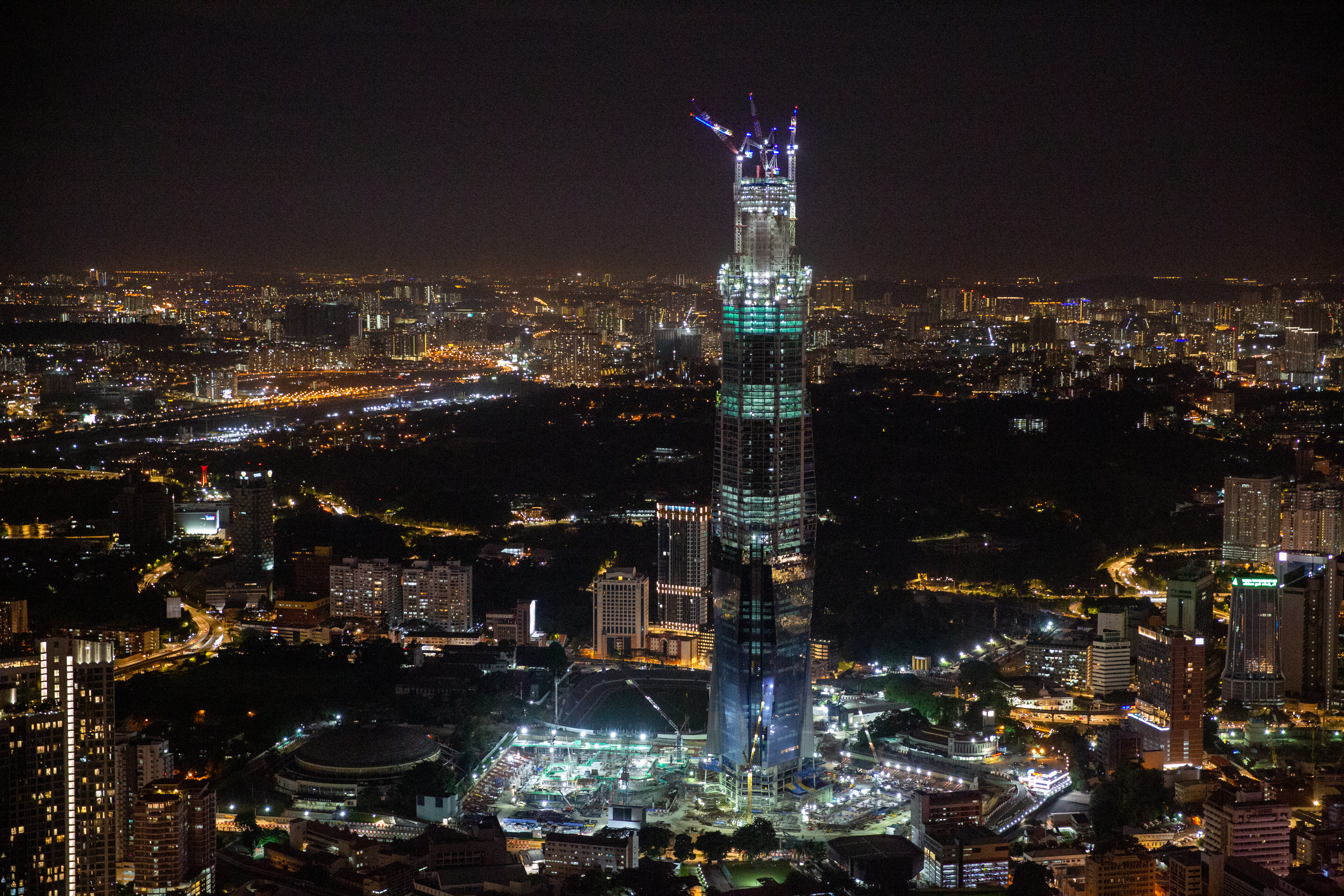
Nachtaanzicht van de aanbouw in november 2019